# مته هوروزاوغلو
مته هوروزاوغلو (ترکی استانبولی: Mete Horozoğlu؛ زادهٔ ۱۱ اکتبر ۱۹۷۵) بازیگر اهل ترکیه است. وی از سال ۲۰۰۱ میلادی تاکنون مشغول فعالیت بوده‌است.
از فیلم‌ها یا برنامه‌های تلویزیونی که وی در آن نقش داشته‌است می‌توان به تنفس و سریال برگ ریزان در نقش شاهد عقد شوکت و  روزی روزگاری اشاره کرد.